# Spartak (obwód doniecki)
Spartak (ukr. Спартак) – wieś na Ukrainie, w obwodzie donieckim, w rejonie donieckim. Według spisu ludności z 2001 roku miejscowość liczyła 1956 mieszkańców, z czego 6 posługiwało się językiem białoruskim, 1 bułgarskim, 3 ormiańskim, 1499 rosyjskim, a 446 ukraińskim.